# Jonas Brothers
Jonas Brothers este o trupă pop rock, din Wyckoff, New Jersey, formată în anul 2005.

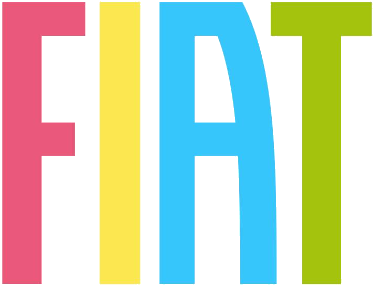
Jonas Motors logo

## Istoric

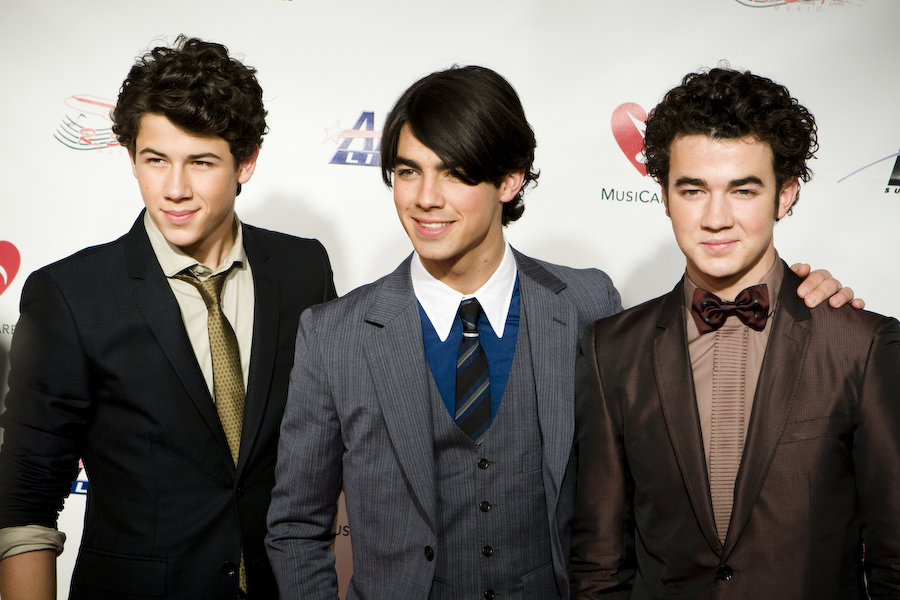
Jonas Brothers în 2009

Cei trei frați sunt Kevin Jonas, Joe Jonas și Nick Jonas. Primul care s-a remarcat a fost Nick Jonas, cel care a și semnat un contract solo cu o casă de discuri de peste ocean. După câteva single-uri lansate pe cont propriu, în 2003, lui i s-au alăturat frații săi și împreună au pus bazele formației Jonas Brothers.
Își compun singuri piesele și cântă la diferite instrumente. Au cântat în turnee alături de Backstreet Boys și Kelly Clarkson.
Primul album,  It’s About Time a fost lansat în 2006 și a inclus single-ul Mandy devenit hit datorită postului MTV și clasându-se pe locul 1 în topul TRL. Pentru piesele de pe acest album, cei trei frați au colaborat cu compozitori și producători importanți precum Desmond Child (Aerosmith, Bon Jovi), Billy Mann (Destiny's Child, Jessica Simpson) sau Steve Greenberg (Joss Stone, Hanson).
În 2007, băieții au început lucrul la cel de-al doilea album. The Jonas Brothers a fost lansat în august 2007 la o nouă casă de producții Hollywood Records, Label Universal Music. După doar o săptămână, a ajuns pe locul 5 în Billboard Hot 200. De pe acest ultim album au fost lansate două single-uri Hold On și S.O.S care au devenit foarte repede hit-uri.
În 2008, canalul Disney (cel care i-a făcut celebri și pe Justin Timberlake, Britney Spears sau Christina Aguilera) se pregătește să lanseze un serial ce îi are ca protagoniști (J.O.N.A.S) și un film de lung metraj (Camp Rock) în care cei trei frați vor fi, de asemenea, prezenți. 
În 2008, cei trei frați, Kevin (22 de ani), Joe (20 ani) și Nick (17 ani), și-au petrecut prima săptămână din aprilie în Marea Britanie fiind asaltați de fanii entuziaști.
Formația a avut o intervenție la postul de radio Radio 1 și au concertat cu casa închisă la Islington Academy din Londra, marcând astfel primul lor eveniment european.
Această apariție în UK încheie seria de concerte susținute de cei trei frați în Statele Unite.
Albumul de debut al formației, intitulat Jonas Brothers, se află în primele 5 albume în Topul Billboard, și a câștigat deja discul de platină în SUA.
Profilul băieților de pe site-ul MySpace a fost accesat de 20 de milioane de ori, iar single-ul S.O.S. a avut peste 9.3 milioane de vizionări pe site-ul YouTube.
În 2009 Jonas Brothers își lansează un nou album Lines, vines and trying times, pe care se poate regăsi Paranoid care a ajuns deja în topuri.
Cei trei au filmat și sezonul 2 din serialul JONAS, care se numește Jonas L.A și partea a doua a filmului Camp Rock care se numește Camp Rock 2 : The Final Jam.
In 2011 dupa 2 ani de pauza,Kevin,Nick si Joe lanseaza single-ul Dance Untill Tomorrow,spunand ca in curand vor lansa si un nou album.In anul 2013 formatia pregateste lansarea albumului "Live",album care inca este asteptat de fani...Jonas Brothers porneste in turneu tot in acelasi an lansand oficial melodiile Pom Poms si First Time.In octombrie 2013 Jonas Brothers si-au anulat toate concertele din turneul aflat in desfasurare din cauza unor conflicte in interiorul trupei, dupa care si-au dezactivat contul de Twitter.La 3 saptamani dupa acest incident Jonas Brothers s-au despartit oficial,Kevin Jonas confirma ca este adevarat si declara urmatoarele:"S-a terminat pentru moment",iar Nick a adaugat "este dificil de spus daca "pentru totdeauna". Inchidem un capitol".Nick Joe si Kevin au promis insa ca vor lansa melodiile ce trebuiau sa apara pe albumul "Live".Formatia Jonas Brothers a luat nastere in anul 2005 si s-a despartit in anul 2013 marcand 8 ani de activitate muzicala. În februarie 2019, cei 3 au anunțat că trupa Jonas Brothers se reunește, iar în 1 martie 2019 aceștia au scos primul lor single ca și formație după 6 ani.

## Discografie
Albume de studio
- It's About Time (2006)
- Jonas Brothers (2007)
- A Little Bit Longer (2008)
- Lines, Vines and Trying Times (2009)
- Happiness Begins (2019)

## Turnee
| Headlining - Fall 2005 Tour (2005) - American Club Tour (2006) - Marvelous Party Tour (2007) - When You Look Me in the Eyes Tour (2008) - Burnin' Up Tour (2008–2009) - World Tour 2009 (2009) - Live in Concert World Tour (2010) - World Tour 2012/2013 (2012–2013) - Live Tour (2013) | Opening act - Cheetah-licious Christmas Tour (The Cheetah Girls) (2005) - Never Gone Tour (Backstreet Boys) (2006) - 2006 US Tour (The Veronicas) (2006) - Right Where You Want Me Tour (Jesse McCartney) (2007) - Best of Both Worlds Tour (Miley Cyrus) (2007–2008) - The Best Damn World Tour (Avril Lavigne) (2008) |